# Medby
Medby es una localidad del municipio de Senja, provincia de Troms, Noruega. Se asienta en el Veidmannsfjorden, en la zona suroeste de la isla de Senja. Existe un camino que une el poblado con Grunnfarnes y Sifjord. El territorio conocido como Kaldfarnes se extiende en el lado oeste de Medby y del parque nacional Ånderdalen, estando a unos 5 km al este de la villa. La capilla de Medby tiene su sede aquí.